# 아르데오사우루스

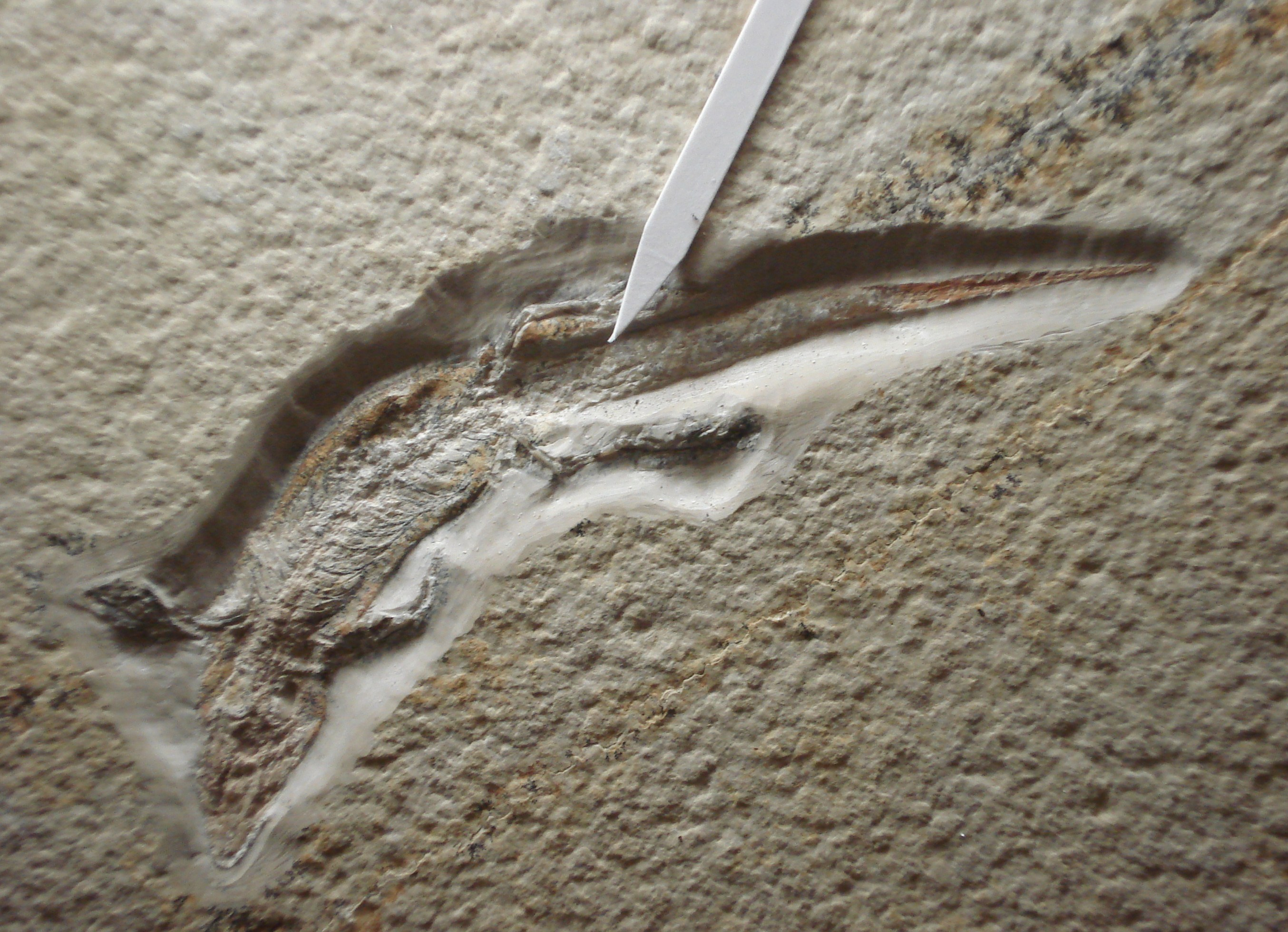

아르데오사우루스(학명:Ardeosaurus brevipes)는 도마뱀목 레피도사우루스과에 속하는 도마뱀이다. 지금은 멸종된 종으로서 전체적인 몸길이가 1~3m인 중대형 도마뱀에 속한다.

## 특징
아르데오사우루스는 독일 남부 바이에른의 후기 쥐라기 솔른호펜 플라텐칼크에서 발견된 화석으로부터 알려진 멸종된 기저 도마뱀의 속이다. 원래는 호메오사우루스의 한 종으로 생각되었다. 아르데오사우루스는 원래 현대 도마뱀붙이와 먼 친척으로 여겨졌으며 신체적 외모가 비슷했다. 그러나 에반스와 동료들은 2005년에 모든 살아있는 도마뱀과 뱀의 왕관 그룹 밖에서 기초 스쿼마이트가 되는 것을 보여주었다. 이후 2017년에 시메세스와 동료들에 의해 수행된 연구는 아르데오사우루스가 줄기-게코탄이라는 것을 보여주면서 초기 제안된 혈전학적 배치를 확증했다. 이것은 20센티미터(7.9에서) 길고 평평한 머리와 큰 눈과 함께 있었다. 그것은 아마도 야행성이었고 곤충과 거미를 먹이로 특화된 턱을 가지고 있었다. 또한 아메오사우루스는 다리의 길이가 길며 앞다리는 더욱 앞쪽으로 치우쳐 있고 뒷다리는 뒷쪽으로 치우쳐 있는 특징을 가지고 있다. 양턱에는 총 10~15개의 작은 톱니 모양의 이빨을 가지고 있다. 먹이론 당대에 서식했던 곤충과 거미와 같은 절지동물을 주로 잡아먹고 살았을 육식성의 도마뱀으로 추정되는 종이다.

## 생존시기와 서식지와 화석의 발견
아르데오사우루스가 생존했던 시기는 중생대의 쥐라기 후기로서 지금으로부터 1억 6500만년전~1억 4500만년전에 생존했던 종이다. 생존했던 시기에는 유럽을 중심으로 하는 산림 지대에서 주로 서식했었던 도마뱀이다. 화석의 발견은 1860년에 유럽의 쥐라기에 형성된 지층에서 독일의 고생물학자인 마이어에 의하여 처음으로 화석이 발견되어 새롭게 명명된 종이다.

## 같이 보기
- 파충류
- 중생대
- 쥐라기
- 도마뱀
- 화석